# Geevarghese Ivanios
Geevarghese Ivanios, né le 21 septembre 1882 à Mavelikkara (Kerala, Inde) et mort le 15 juillet 1953 à Trivandrum (Kerala, Inde), est un prélat malankare indien. Prêtre de l'Église syro-malankare orthodoxe, il rejoint l'autorité de l'Église syriaque orthodoxe et fonde la congrégation de l'Imitation du Christ et les sœurs de l'Imitation du Christ. En 1925, il est élu évêque de Béthanie. Il rejoint cinq ans plus tard la pleine communion avec l'Église catholique. Sa conversion est à l'origine de la fondation par le pape Pie XI en 1932 de l'Église catholique syro-malankare dont il exerce la charge de primat jusqu'à sa mort.

## Biographie

### Formation
Fils de Thomas et Annamma Paniquard, il descend de la dynastie des Panickervettil, anoblie du titre de « Mylitta Paniquard », par le Maharaja de Travancore.
Il appartient également à la Maison de Polachirackal, l'une des familles chrétiennes les plus anciennes de Travancore. 
En 1897, il entre au séminaire High School, à Kottayam, puis reçoit les ordres mineurs le 20 septembre 1898 et obtient enfin son baccalauréat l'année suivante.
Il est ensuite ordonné diacre le 9 janvier 1900 par Pulikkottil Mar Dionysius, métropolite de l'Église syro-malankare orthodoxe. 
Puis, il poursuit ses études au CMS College de Kottayam et au Christian College de Madras, où il obtient respectivement un baccalauréat en économie et en histoire indienne. En 1907, il obtient en plus une maîtrise (MA) avec distinction. À son retour de Madras, il est nommé directeur du séminaire où il a étudié. 

### Un prêtre influent
Le 15 septembre 1908, il est ordonné prêtre par Vattasseril Mar Dionysius, métropolite de l'Église malankare. Le 5 septembre 1912, il participe à l'érection du catholicossat de l'Église malankare. Celle-ci est alors divisée en deux : une partie reste sous la direction du métropolite tandis que la seconde se rattache à l'Église syriaque orthodoxe.
Le 15 août 1919, il fonde un ermitage à Mundanmala. Premier ermitage de son Église, celui-ci devient rapidement un lieu de pèlerinage et de retraites spirituelles pour les fidèles malankares. Bientôt, il devient aussi un abri pour les pauvres et les marginaux ainsi qu'une maison pour les orphelins. La congrégation de l'Imitation du Christ est ainsi créé.

### Épiscopat et conversion
En 1925, il est élu évêque de Béthanie par le synode de l'Église malankare. Il est consacré le 1er mai par le catholicos Beselios Geevarghese. Il reçoit alors le nom de Geevarghese Mar Ivanios. Travaillant à l'unification de l'Église malankare, il participe en 1926 à un synode ayant pour objectif de se positionner sur un éventuel rattachement à l'Église catholique.
Le 20 septembre 1930, Mar Ivanios rejoint la pleine communion avec l'Église catholique, en même temps que son évêque suffragant, Mar Théophile de Tiruvalla. Il fait alors sa profession de foi catholique devant Mgr Aloysius Maria Benziger. Un grand nombre des membres de Bethany Ashram le suivent dans sa conversion. L'année suivante, il part en pèlerinage à Rome, où le pape Pie XI confirme son rang épiscopal.
L'Église catholique syro-malankare est créée le 11 juin 1932 par le pape Pie XI.

### Missions
Ivanios envoie des missionnaires dans différentes parties de l'Inde. Sous son influence, environ soixante-quinze prêtres et deux évêques (Joseph Mar Severios, évêque de l'Église syro-malankare orthodoxe, en 1937 et Thomas Mar Diascorus, métropolite knanaya orthodoxe, en 1939) rejoignent l'Église catholique syro-malankare. Environ 150 paroisses sont établies. 
Ivanios créé aussi environ cinquante écoles, dont le Mar Ivanios College (en).

## Cause en béatification
Le 14 juillet 2007, son procès en béatification est ouvert. Il est ainsi déclaré serviteur de Dieu.

## Source
- (en) Cet article est partiellement ou en totalité issu de l’article de Wikipédia en anglais intitulé « Geevarghese Ivanios » (voir la liste des auteurs).